# Zaynab bint Ali
Zaynab bint Ali ((ar)  زينب بنت علي) was de dochter van de eerste sjiitische imam en laatste der rechtgeleide kaliefen, Ali ibn Abu Talib, en de kleindochter van Mohammed.

## Jeugd
Zaynab was de derde dochter van Ali en Fatima Zahra. Ze is geboren op de vijfde joemada al oela van het vijfde jaar van de islamitische jaartelling, dus in het jaar 627 van de Westerse jaartelling. Ze is door Mohammed vernoemd naar een van zijn tantes die omstreeks deze tijd overleed. Zaynabs moeder overleed toen ze drie jaar oud was, haar opvoeding werd ter hand genomen door haar oudere broers Hassan ibn Ali en Hoessein (imam) ibn Ali.

## Huwelijk
Toen Zaynab meerderjarig werd, trouwde ze met haar neef Abdullah ibn Ja'far. Hoewel haar echtgenoot een rijk man was, leefden ze een bescheiden bestaan. Een groot deel van hun bezittingen werd voor de liefdadigheid aangewend. Ze bleef ook als gehuwde vrouw zeer verbonden met haar familie; toen Ali kalief werd en vervolgens Koefa de nieuwe hoofdstad maakte, en zich daar ook vestigde, volgden Zaynab en haar echtgenoot hem daar.
Zaynab baarde vier zonen, waaronder Aun en Mohammed, alsmede een dochter.

## Slag bij Kerbala
Na de dood van Moe'awija I moest Hoessein Mekka ontvluchten om door Yazid I gestuurde huurmoordenaars te ontlopen. Hussein vestigde zich vervolgens te Koefa, alwaar hij door de bevolking werd uitgenodigd zich te bekommeren om het landsbestuur en de zorg voor de islamitische gemeenschap. Zaynab volgde hem in deze stap.
Maar nadat Hussein en zijn 72 metgezellen in opdracht van Yazid vermoord werden tijden de Slag bij Karbala werd Zaynab in gijzeling genomen. Samen met de andere vrouwen en kinderen die Hoesseins expeditie overleefden werd ze gedwongen naar Damascus te lopen, zonder sluier, hetgeen voor een dame van islamitische adel en een kleindochter van Mohammed een zware belediging was. Yazid heeft uiteindelijk zijn gijzelaars vrijgelaten en hen toegestaan naar Medina terug te keren.

## Graf
Er zijn twee plekken bekend als laatste rustplaats van Zaynab: Volgens de sjiitische traditie ligt ze in de Sayyidah Zaynab moskee in Damascus, volgens veel soennieten ligt ze in een gelijknamige moskee in Caïro.

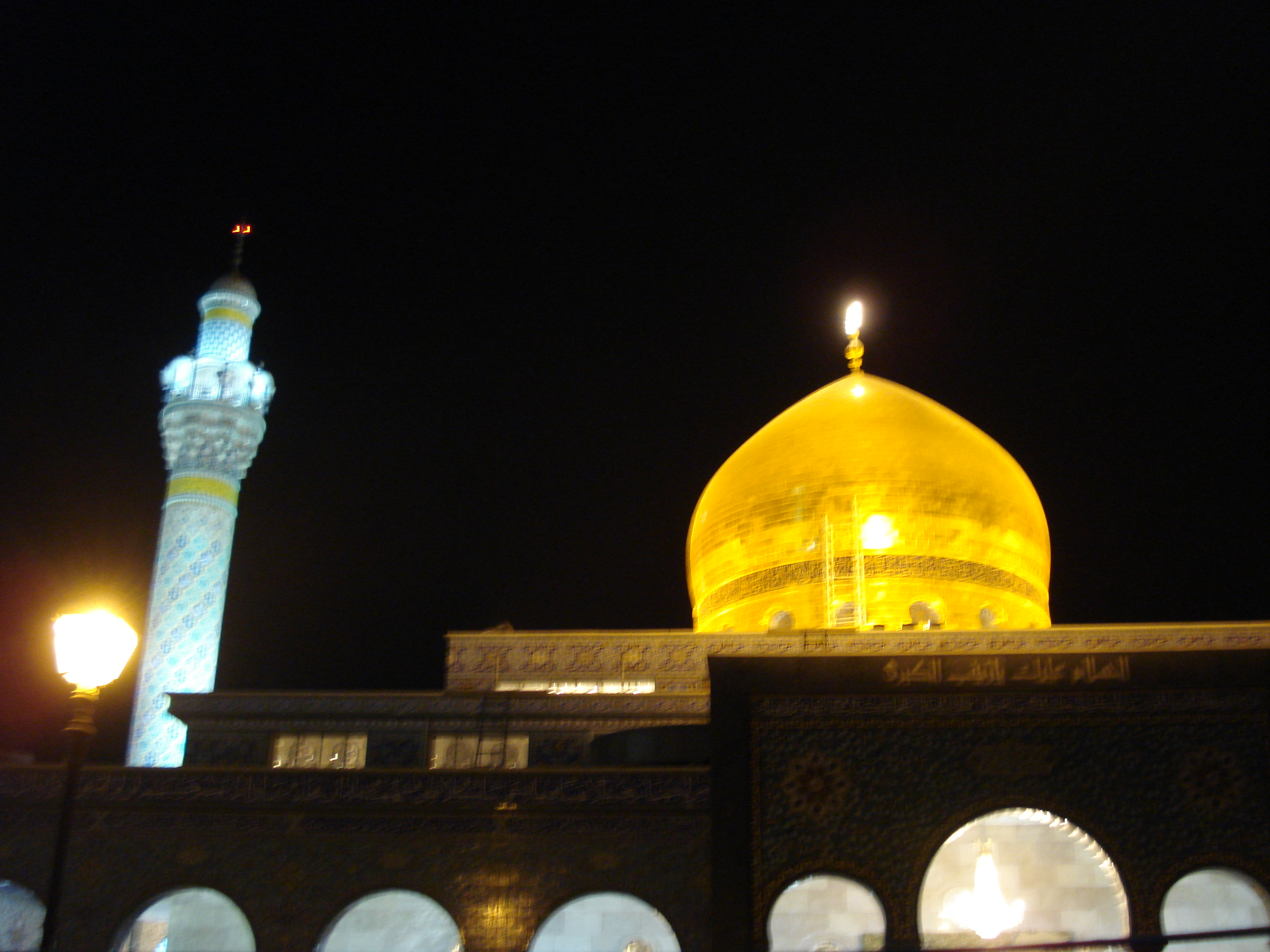
Moskee in Damascus
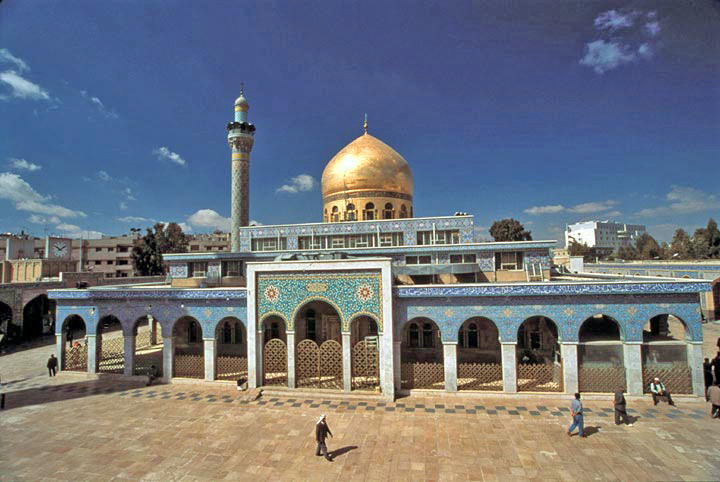
Moskee in Damascus
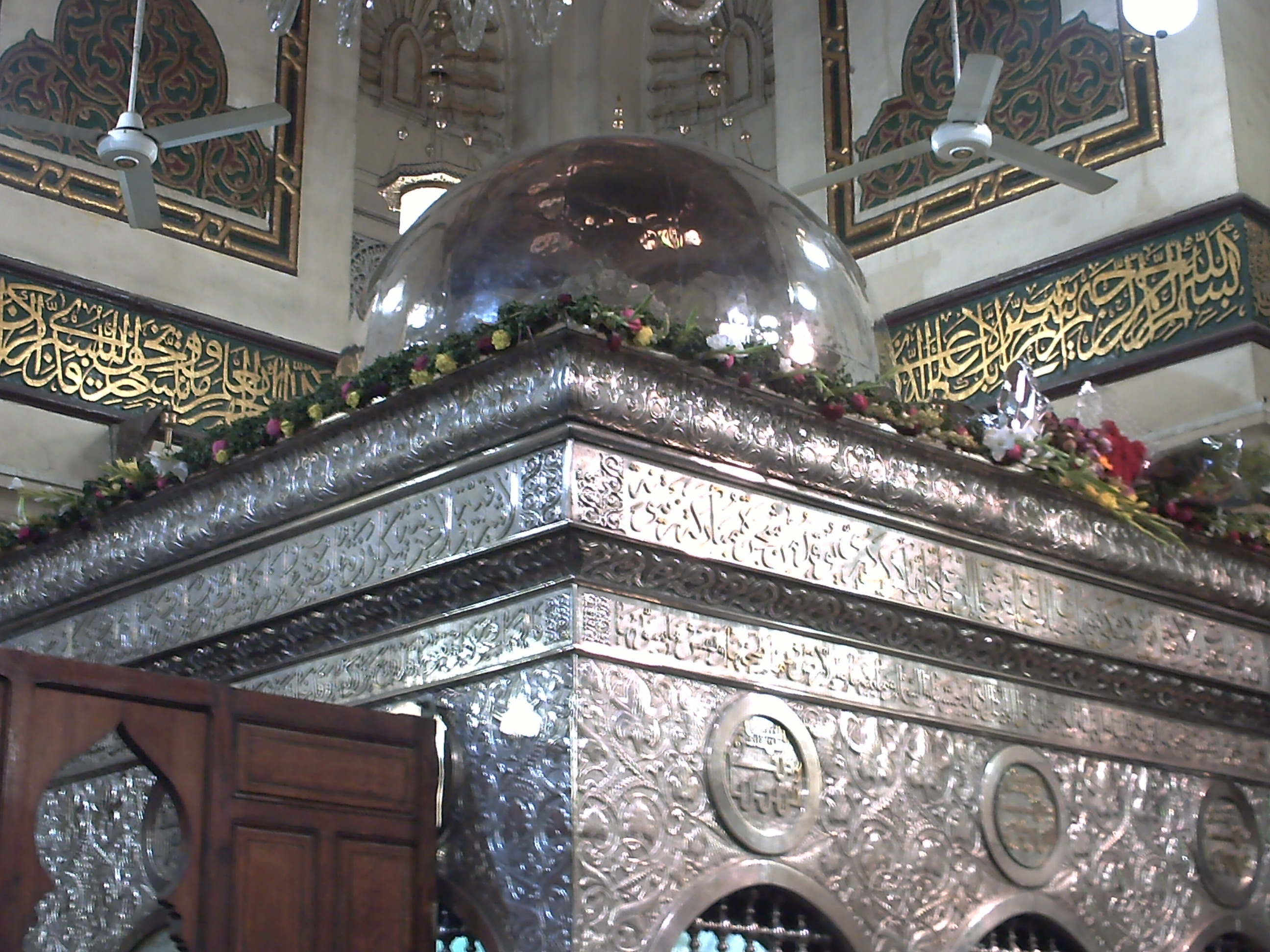
Graf in Caïro